# Jaśminowiec omszony
Jaśminowiec omszony (Philadelphus pubescens Loisel.) – gatunek krzewu z rodziny hortensjowatych. Pochodzi z południowo-wschodniej części Ameryki Północnej.

## Morfologia

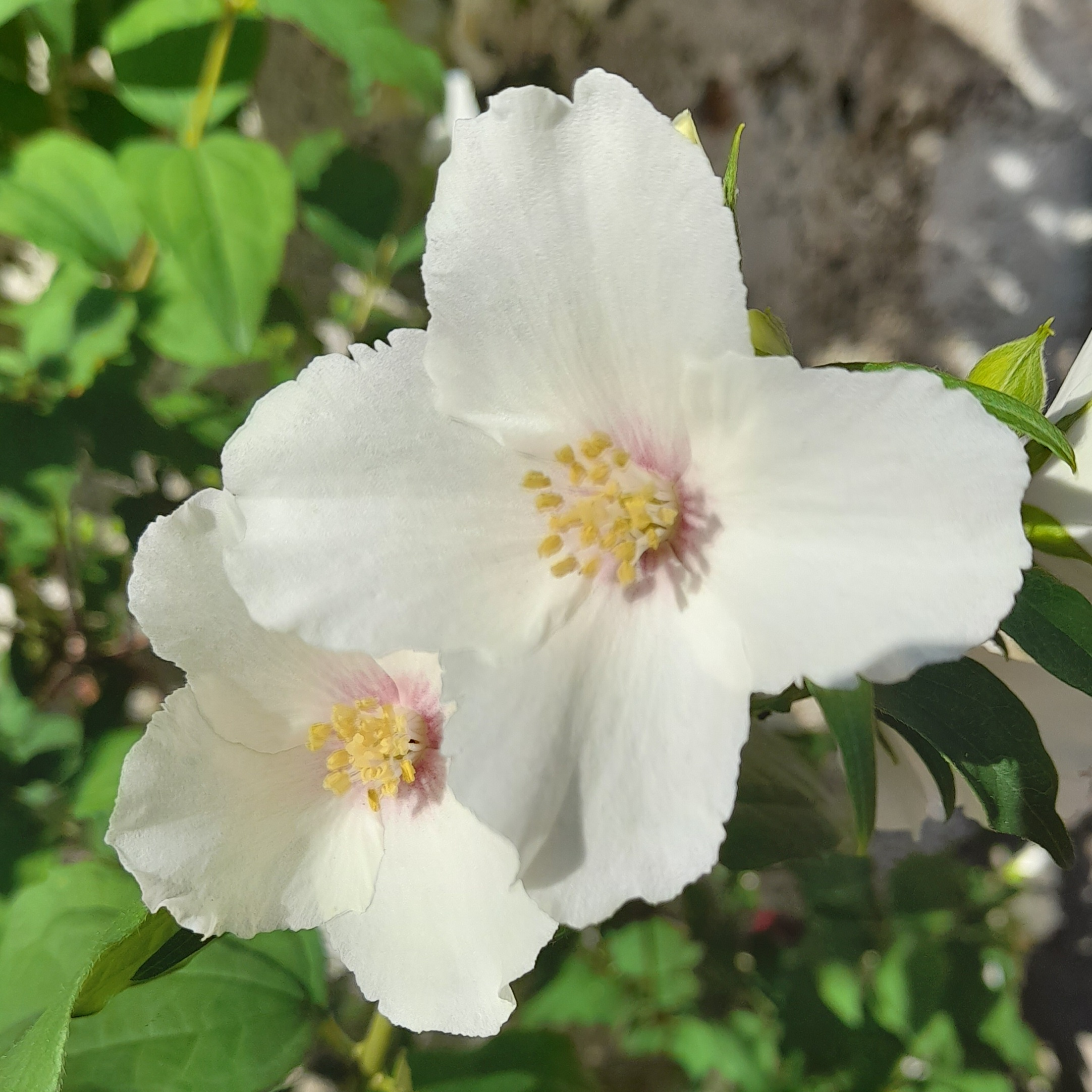
Kwiaty

PokrójWysoki krzew dorastający do wysokości 5–8 metrów, o silnych przyrostach i wyprostowanych pędach.
KoraDorosłe okazy posiadają niełuszczącą się korę barwy szarawej, natomiast młode pędy są nagie.
LiścieSzerokojajowate o długości do 12 centymetrów, brzeg odlegle-ząbkowany. Spód liści gęsto omszony szarymi włoskami.
KwiatyNiepachnące, barwy białej o średnicy do 3–4 cm, zebrane w 9 do 11 kwiatowych gronach, często obupłciowe, szypułki kwiatowe owłosione, kwitnie późno.

## Zastosowanie i wymagania
Gatunek nadający się na żywopłoty, chętnie uprawiany w Polsce ze względu na dużą wytrzymałość na suszę, oraz cechujący się wysoką mrozoodpornością. Krzew w swoim naturalnym środowisku rośnie na brzegach rzek, na glebie umiarkowanie suchej, kwaśnej do zasadowej, piaszczystej do gliniastej. Krzew ten jak pozostałe krzewy tego rodzaju znoszą zacienienie, i są często atakowane przez mszyce.